# جون إتش ديويت جونيور
جون إتش ديويت جونيور (بالإنجليزية: John H. DeWitt, Jr.)‏ هو عالم فلك ومهندس أمريكي، ولد في 20 فبراير 1906 في ناشفيل في الولايات المتحدة، وتوفي بنفس المكان في 25 يناير 1999.